# Cytheridella
Cytheridella is een geslacht van kreeftachtigen uit de klasse van de Ostracoda (mosselkreeftjes).

## Soorten
- Cytheridella alosa (Tressler, 1939)
- Cytheridella binkhorsti Veen, 1936 †
- Cytheridella bosqueti Veen, 1936 †
- Cytheridella chambersi Howe in Howe, Hadley et al., 1935 †
- Cytheridella ilosvayi Daday, 1905
- Cytheridella ubaghsi Veen, 1936 †